# Parrocchia
La parrocchia è la porzione di una diocesi in una comunità cristiana, retta da un presbitero detto parroco. Sono organizzate in parrocchie la Chiesa cattolica, la Comunione anglicana, la Chiesa ortodossa, la Chiesa di Svezia e alcune altre confessioni protestanti. 
È l'articolazione più decentrata della Chiesa cattolica ed è il luogo e il soggetto insieme della cura pastorale ordinaria. Secondo la dottrina cattolica, nella parrocchia "sussiste realmente" la Chiesa, anche se non in senso pieno come nella diocesi. Scrive infatti la Sacrosanctum Concilium al n. 26: le parrocchie, definite comunità dei fedeli, «rappresentano in un certo modo la Chiesa visibile stabilita su tutta la terra e in modo eminente».

## Etimologia
Il termine "parrocchia" potrebbe derivare dal greco παροικία (paroikìa), derivato da παροικέω (composto di παρα e οικέω nel significato di "abitare vicino"), divenuto in latino paroecia e significa "vicino alla casa, chi non è della casa": indicherebbe, in tal senso, lo straniero residente tra i cittadini del luogo. Secondo la Septuaginta, Abramo è paroikos in Egitto; anche i figli di Giacobbe formano una paroikìa in Egitto. Al tempo di Gesù gli ebrei hanno ancora coscienza di formare una paroìkia, cioè una comunità di stranieri in cammino. Nel Nuovo Testamento rimane questo significato: «Noi non abbiamo quaggiù una città nella quale resteremo per sempre; noi cerchiamo la città che deve venire ancora» (cf. Eb 13,14). Le prime comunità cristiane sanno che la loro patria definitiva è il cielo: «Carissimi, voi siete come stranieri e pellegrini in questo mondo» (1Pt 2,11).
In senso etimologico, quindi, la parrocchia (paroikìa) non è la comunità di persone che vivono attorno a un luogo di culto, e nemmeno è una ripartizione del territorio. Sarebbe invece la comunità di fede che vive in questo mondo come straniera, pellegrina, in quanto ha una patria diversa a cui tendere.
Questo concetto è presente anche nell'età sub-apostolica: Clemente di Roma, verso l'anno 100 scrive: «La chiesa di Dio esule (straniera) a Roma, alla chiesa di Dio esule a Corinto». Policarpo qualche anno dopo si esprime allo stesso modo «alla chiesa di Dio che dimora esule a Filippi». Sembra che nel II secolo il termine indicasse le comunità cristiane che vivevano tra pagani e giudei, in situazione di diaspora, di dispersione, in mezzo alle genti come stranieri. Del resto già san Pietro nella prima lettera si era espresso così: «...a voi che siete stati scelti da Dio e che ora vivete come stranieri, dispersi nelle regioni del Ponto, della Galazia, della Cappadocia, dell'Asia e della Bitinia…» (1Pt 1,1).
Col tempo il termine assumerà il significato di "distretto", circoscrizione che comprende diversi centri rurali, per indicare soprattutto la diocesi nel significato che intendeva il diritto romano.

## Storia
Originariamente le prime comunità cristiane affidavano tutta la liturgia ad un vescovo, che risiedeva in una città. Al di fuori delle sedi vescovili non esistevano chiese, fino a quando nel IV secolo le comunità cristiane rurali non divennero tanto numerose da richiedere la residenza permanente di un membro del clero. Nel 320 il Concilio di Neocesarea parla dei corepiscopi, presbiteri e vescovi rurali. Inizialmente le comunità rurali erano sotto la diretta amministrazione del vescovo, ma in Oriente il Concilio di Calcedonia (451) prescrive un'amministrazione distinta. In Occidente il processo di creazione delle parrocchie fu più lungo e graduale. Dal IV al VI secolo furono erette chiese rurali dapprima nei villaggi, poi anche nei latifondi ecclesiastici e privati. (In alcune zone tali chiese dipendevano da una pieve, detta anche chiesa matrice o plebana). Uno o più sacerdoti risiedevano presso la chiesa. In principio l'amministrazione pastorale e patrimoniale delle chiese rurali era di competenza del vescovo, le parrocchie non avevano confini ben definiti.
Nel VI e VII secolo i concili provinciali fanno menzione di ecclesia rusticana o parochitana e infine di parochia. Gradualmente l'amministrazione è affidata ai sacerdoti residenti, che possono ricevere direttamente donazioni e legati dai fedeli. Conseguentemente il sacerdote residente diviene beneficiario delle rendite della parrocchia. Oltre alle chiese parrocchiali vengono erette anche chiese secondarie, cappelle e oratori, che restano però sotto la dipendenza della parrocchia. Questo vincolo di dipendenza è sottolineato dal diritto delle chiese parrocchiali di amministrare il battesimo, in ragione del quale i fedeli sono tenuti a ricevere i sacramenti e a pagare le decime alla chiesa del proprio battesimo. A partire dall'VIII secolo le campagne circostanti le parrocchie vengono assegnate come territorio proprio della parrocchia, che assume così confini certi. Verso l'XI-XII secolo la parrocchia rurale diviene il centro della vita cristiana della comunità e accanto alle chiese sorgono spesso scuole e istituti di carità. Si può dire che la parrocchia si sia conservata inalterata da allora. Le parrocchie urbane invece si svilupparono più lentamente a partire dall'XI secolo, perché la chiesa cattedrale rimase a lungo l'unica parrocchia della città sede del vescovo. A Roma tuttavia alcune delle funzioni parrocchiali furono svolte dai titoli e dalle chiese cimiteriali, già a partire dal IV secolo.
La diffusione delle parrocchie era comunque molto diversa tra diocesi e diocesi. Il Concilio di Trento sancisce l'erezione delle parrocchie nelle diocesi che ne erano ancora sprovviste. Tuttavia, la numerosità delle parrocchie è tuttora molto differente a seconda delle aree geografiche. Nei territori dell'Impero austriaco ad esempio la densità delle parrocchie fu notevolmente incrementata durante l'epoca del giuseppinismo, in cui i benefici ecclesiastici furono ridistribuiti da provvedimenti governativi per avvantaggiare la pastorale. Anche in Italia la suddivisione in parrocchie aveva evidenti disparità, almeno fino all'Ottocento. Alcune diocesi, anche estese, costituivano un'unica parrocchia e il vescovo era l'unico parroco. L'arcidiocesi di Catania riuscì a salvarsi dall'incameramento dei beni della mensa arcivescovile previsto dalla legge nº 3838 del 1867 dimostrando che l'arcivescovo era appunto l'unico parroco dell'arcidiocesi e che i beni erano quindi annessi alla cura d'anime. La stessa cosa avvenne per la diocesi di Cefalù.

## Caratteristiche
(Codice di diritto canonico [CDC], can. 515)
Centro della vita di una parrocchia è la celebrazione dell'Eucaristia domenicale, dove tutta la comunità cristiana di quel territorio si riunisce per ascoltare la Parola di Dio, lodare Dio e spezzare il pane. In seguito a un numero diversissimo di fattori, una parrocchia può avere un numero di abitanti molto basso (alcune centinaia di cattolici o meno), fino a comprendere il territorio di una piccola città: in America Latina esistono parrocchie che possono avere centomila abitanti, e che di fatto sono più grosse di intere diocesi di altri paesi

### Soggetti pastorali
La parrocchia è una comunità di fedeli, ovvero una circoscrizione ecclesiastica dove il vescovo invia un suo presbitero per la cura delle anime che in quel territorio si trovano, in un'ottica di evangelizzazione e di attività pastorale. Durante i lavori preparatori per la stesura del nuovo Codice di Diritto Canonico del 1983, l'espressione "comunità di fedeli" si preferì a quella utilizzata nel codice Pio-Benedettino del 1917 "porzione del popolo di Dio", perché il termine "porzione" esprime più un fatto fisico, statico, mentre "comunità di fedeli" significa una dinamica interazione tra più persone unite come un'unica "famiglia di Dio" sotto la guida di un pastore. Tale concetto viene espresso bene nel documento conciliare del Vaticano II Lumen Gentium al nº 28. Essa è "determinata", ossia è costituita da tutti i fedeli in un determinato territorio. Ed è resa stabile in quanto collocata all'interno di una Chiesa particolare. Quest'ultima è principalmente una diocesi.
La parrocchia è costituita tale, ossia è "eretta", dal Vescovo diocesano attraverso un decreto, detto appunto "decreto d'erezione", nel quale vengono indicati i confini territoriali che saranno all'interno della propria Diocesi. Nel caso dell'Italia la circoscrizione delle parrocchie è determinata dall'autorità ecclesiastica. L'atto di erezione legittimamente compiuto rende la parrocchia personalità giuridica ecclesiastica pubblica. La comunità dei fedeli, cioè la parrocchia, da quel momento diventa soggetto di diritti e doveri.
Ogni parrocchia è affidata alle cure pastorali di un parroco, la cui nomina è condizionata da alcuni principi che vengono regolati direttamente dal Codice di Diritto Canonico. I requisiti fondamentali sono: essere nella comunione della Chiesa; essere sacerdote; non essere una persona giuridica; si deve distinguere per sana dottrina e onestà di costumi, dotato di zelo per il prossimo. Il parroco può essere aiutato da uno o più vicari parrocchiali, che, in maniera subordinata, condividono le stesse responsabilità del parroco. Ci possono essere anche uno o più collaboratori parrocchiali, che collaborano alla celebrazione dell'Eucaristia, all'amministrazione del sacramento della riconciliazione, alla visita e all'unzione degli infermi. Sia i vicari parrocchiali che gli aiuti pastorali devono essere anch'essi presbiteri.

### Organismi di partecipazione
Il Codice di Diritto Canonico prevede che in ogni parrocchia il parroco sia coadiuvato e assistito da:
- Il Consiglio Pastorale Parrocchiale (CPP), i cui membri sono nominati dal parroco a seguito di una consultazione pubblica fra parrocchiani che sono chiamati ad esprimere con il voto i loro candidati al CPP, sono quindi scelti dalla comunità parrocchiale tenendo conto dei criteri fondamentali per far parte di un CPP che sono: «...persone aperte al cammino di fede, condividano la vita della comunità, abbiano compiuto 18 anni d'età (cfr.Statuti,art.1 e 5). Ha la funzione di aiutare il parroco nel discernimento pastorale, cioè nel formulare e portare avanti le grandi linee della pastorale parrocchiale. In genere è composto da 5 fino a 20 membri. A norma del CDC (can. 536) ha soltanto voto consultivo. Dura in carica 5 anni»
- Il Consiglio Parrocchiale per la Gestione Economica (CPGE) o Consiglio per gli affari economici (COPAE), anch'esso nominato dal parroco su suggerimento dei membri del consiglio pastorale, e dopo l'approvazione da parte del Vescovo. Aiuta il parroco nell'amministrazione dei beni della parrocchia. Dura in carica 5 anni. Il parroco presidente, designa un suo rappresentante al CPGE, inoltre può scegliere una persona esterna che funga da segretario. Il parroco può affidare a singoli consiglieri deleghe particolari per facilitare l'azione del consiglio stesso.

### Funzioni e attività
Nelle parrocchie si conservano i documenti dell'"anagrafe ecclesiastica": atti di battesimo, atti di confermazione (non in tutte le diocesi: in alcune sono conservati nel vescovado), atti di matrimonio, atti di morte.
Inoltre, la parrocchia è tipicamente il motore dell'attività pastorale nel suo territorio. In essa si porta avanti:
- La pastorale di primo annuncio (kerigma) a quelli che sono lontani dalla chiesa.
- La catechesi in preparazione ai sacramenti dell'iniziazione cristiana: battesimo, riconciliazione, confermazione, prima comunione.
- La pastorale dei bambini e dei ragazzi, ad esempio con attività organizzate dall'Azione Cattolica Ragazzi o con lo scautismo.
- La pastorale degli adolescenti e dei giovani.
- I corsi di preparazione al matrimonio.
- La pastorale delle famiglie.
- La formazione permanente degli adulti.
- La pastorale della terza età.
- La pastorale sociale in conformità alla Dottrina Sociale della Chiesa.
- La pastorale della carità, della quale è promotrice la Caritas parrocchiale.
- L'attenzione pastorale ai malati, e in particolare ai morenti, e la celebrazione dell'unzione degli infermi.
- Il coordinamento e la promozione dei gruppi, associazioni e movimenti presenti in parrocchia.
- In molte parrocchie si realizza la benedizione delle famiglie, tramite la quale il parroco ha anche la possibilità di conoscere capillarmente i suoi parrocchiani.

### Parrocchie e religiosi
Il vescovo diocesano può affidare una parrocchia a un istituto religioso, a tempo determinato o indeterminato, stipulando una convenzione.

### Parrocchie personali
Il Codice di diritto canonico prevede, al can. 518, l'istituzione di parrocchie personali, "costituite sulla base del rito, della lingua, della nazionalità dei fedeli di un territorio, oppure anche sulla base di altri criteri". Ne sono un esempio le parrocchie nel territorio italiano che celebrano in lingua straniera per gli immigrati da altri Paesi. 
Dal 2007 al 2021, l'Ordinario del luogo poteva "erigere una parrocchia personale a norma del can. 518 per le celebrazioni secondo la forma più antica del rito romano", facoltà ritirata il 16 luglio 2021.